# 법무부
법무부(法務部) 또는 법무성(法務省, 영어: Ministry of Justice)은 일반적으로 각 나라에서 법무행정을 담당하는 정부부처를 일컫는 명칭이다. 사법 행정을 담당하는 정부 부처 또는 기타 기관이다. 이러한 부처 또는 부서는 법무부 장관(극소수 국가에서는 법무부 장관)이나 법무부 장관이 수장인 경우가 많다. 일부 국가에서는 부처 장관을 법무장관(attorney general)이라고 부르기도 하는데, 예를 들어 미국과 같다. 모나코는 법무부가 없는 대신 사법 행정을 감독하는 사법 서비스국(Directorate of Judicial Services, 수장: 법무부 장관)이 있는 대표적인 국가이다. 교황청의 주권 국가인 바티칸 시국 또한 사법부를 두고 있지 않는다. 대신 바티칸의 입법 기관인 바티칸 시국 행정부(Governorate of Vatican City State, 수장: 바티칸 시국 행정부 의장)에 법률 부서가 있다.
국가에 따라 특정 업무는 사법 제도 조직, 검찰 및 국가 수사 기관(예: 미국 연방수사국) 감독, 법률 제도 및 공공 질서 유지와 관련될 수 있다. 일부 부처는 선거 감독, 경찰 지휘, 사법 개혁, 이민 및 시민권 서비스 운영 등 관련 정책 분야에서 추가적인 책임을 맡는다. 일부 국가에서는 법무부의 업무와 형사 사건 기소 업무를 분리하여 법무장관 또는 이와 유사한 직책의 업무를 별도의 부서에 두고 있다. 때로는 교도소 시스템이 교정 서비스라는 또 다른 정부 부서로 분리되기도 한다.

## 나라별 법무부
- 대한민국 법무부
- 미국 법무부
- 베트남 법무부
- 일본 법무성
- 조선민주주의인민공화국 사법성
- 중화민국 법무부
- 중화인민공화국 사법부
- 태국 법무부
- 핀란드 법무부

## 같이 보기
- 제목에 "법무부" 항목을 포함한 모든 문서